# Ярковская (деревня)
Ярковская  — деревня в Сысольском районе Республики Коми в составе сельского поселения Палауз.

## География
Расположена на расстоянии менее 1 км от центра поселения села Палауз на запад.

## Население
Постоянное население составляло 14 человек (коми 100 %) в 2002 году, 6 в 2010.